# لوکا زامپارو
لوکا زامپارو (انگلیسی: Luca Zamparo؛ زادهٔ ۱۹ نوامبر ۱۹۹۴) بازیکن فوتبال است.
از باشگاه‌هایی که در آن بازی کرده‌است می‌توان به باشگاه فوتبال وارزه اشاره کرد.